# Hamilton (TV-serie)
Hamilton är en svensk TV-thrillerserie som hade premiär på C More 1 januari 2020. Första säsongen består av nio delar. Serien baseras på Jan Guillous böcker om den hemliga agenten, Carl Hamilton. Petter S Rosenlund är en av de som skrivit manus, och serien har regisserats av bland andra Erik Leijonborg.
En andra säsong bestående av åtta avsnitt spelades in sommaren 2021. Den hade premiär den 18 april 2022 på C More och den 2 maj samma år på TV4.

## Handling
Stockholm skakas av flera bombningar och cyberattacker. Carl Hamilton som nyligen återvänt till Sverige efter en flerårig specialutbildning USA arbetar på den militära specialenheten OP5. Hamilton får i uppdrag att hjälpa den svenska underrättelsetjänsten i deras jakt på de skyldiga. Samtidigt är han dubbelagent åt CIA.

## Rollista (i urval)
| - Jakob Oftebro – Carl Hamilton - Nina Zanjani – Kristin Ek - Krister Henriksson – DG - Peter Andersson – Christer Näslund - Rowena King – Farrin Haig - Thomas Hanzon – Alfred Gripenberg - Anna Sise – Sissela Lindgren - Jörgen Thorsson – Birger Hagman - Suzanne Reuter – Maria Hamilton - Reimo Sagor – Mykhailo "Mike" Tyraschenko | - Annika Hallin – Astrid Bofors - Katia Winter – Sonja Widén - Danilo Bejarano – Rikard Ek - Naby Dakhli – Nazzir Al-Hasani - Boodi Kabbani – Abed Erakat - Lolo Elwin – Eva Kratz - Chris Austin – Sami al-Ahfiz - Katharina Nesytowa – Elena Beljajeva - Viktor Åkerblom – Arvid Norling |